# Berlin-Blankenfelde
Blankenfelde ist ein  Berliner Ortsteil im Bezirk Pankow. Er ist nicht zu verwechseln mit dem Ortsteil Blankenfelde der Gemeinde Blankenfelde-Mahlow im Land Brandenburg an der südlichen Berliner Stadtgrenze.

## Geographie
Blankenfelde liegt an der nördlichen Berliner Stadtgrenze zum Ortsteil Schildow der Gemeinde Mühlenbecker Land im Land Brandenburg. Der Ortsteil ist das letzte Dorf auf Berliner Stadtgebiet, das rundum von Feldern umgeben ist, und wegen der vormals hier liegenden Rieselfelder der am dünnsten besiedelte Ortsteil Berlins.

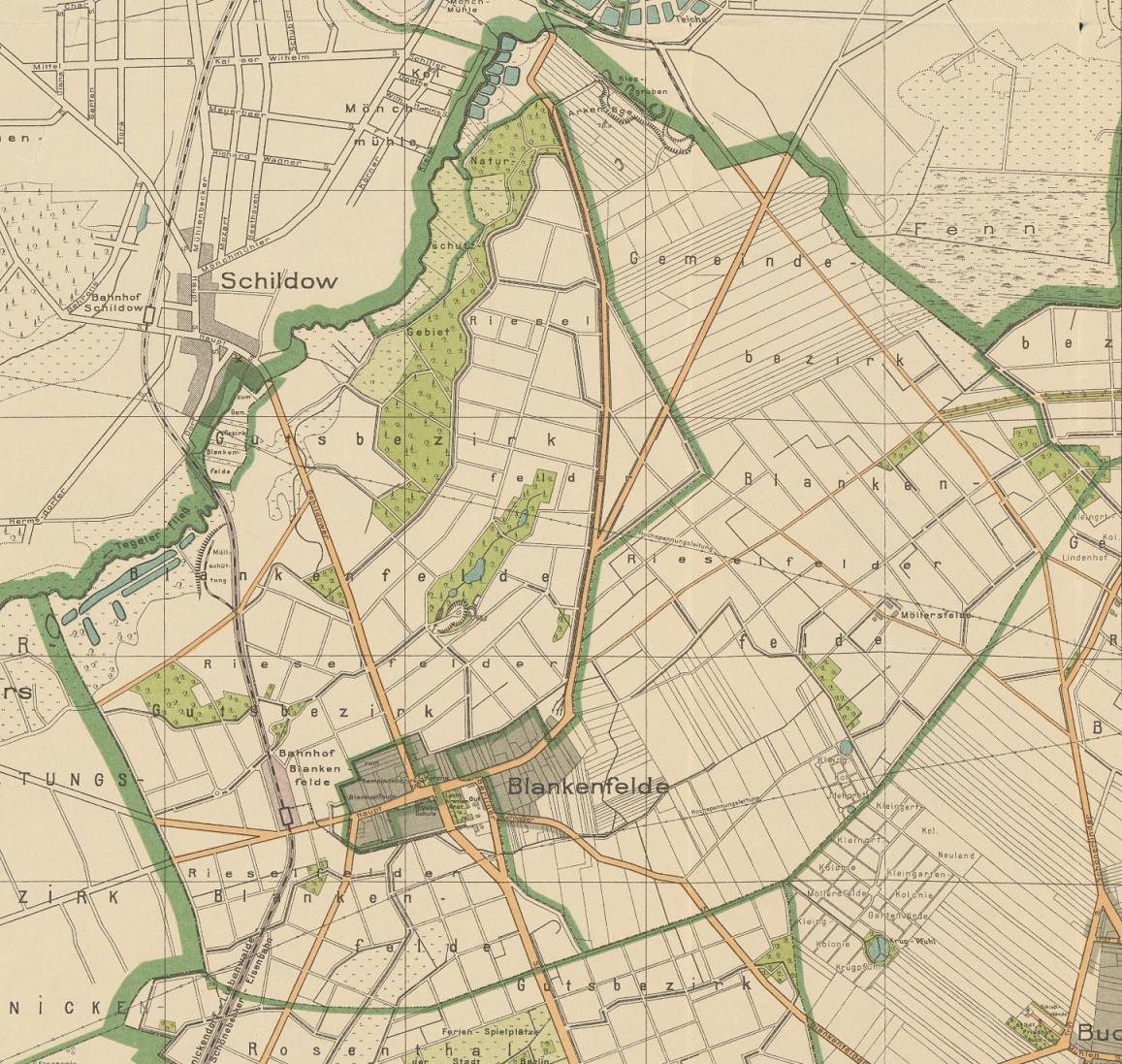
Gemeinde und Gutsbezirk Blankenfelde in den Grenzen von 1920

## Geschichte
Zwischen Blankenfelde und Rosenthal ist auf alten Karten in einem Niederungsgebiet die Bezeichnung „Dorfstelle“ zu finden. Vermutlich handelte es sich um eine spätslawische Siedlung, die aufgegeben wurde, als deutsche Siedler im Rahmen der Besiedlung des Barnim um 1230 ein Angerdorf (deformiert durch die spätere Anlage eines Ritterguts) anlegten, in das die Slawen umgesiedelt wurden. Blankenfelde wird erstmals im Jahre 1284 durch einen Urkundszeugen, den Berliner Ratsmann Johannes de Blankenfelte belegt.
Im Landbuch Kaiser Karls IV. von 1375 wurde das Dorf ebenfalls urkundlich erwähnt. Das Hufenland bestand aus 54 Hufen, davon vier Pfarrhufen (Wedemhof) und eine Kirchhufe. Es gab 24 Kossäten und einen Krug. Der Wagendienst, das Kirchenpatronat, das Ober- und Untergericht lagen bei Bornewitz (Bernewitz?).

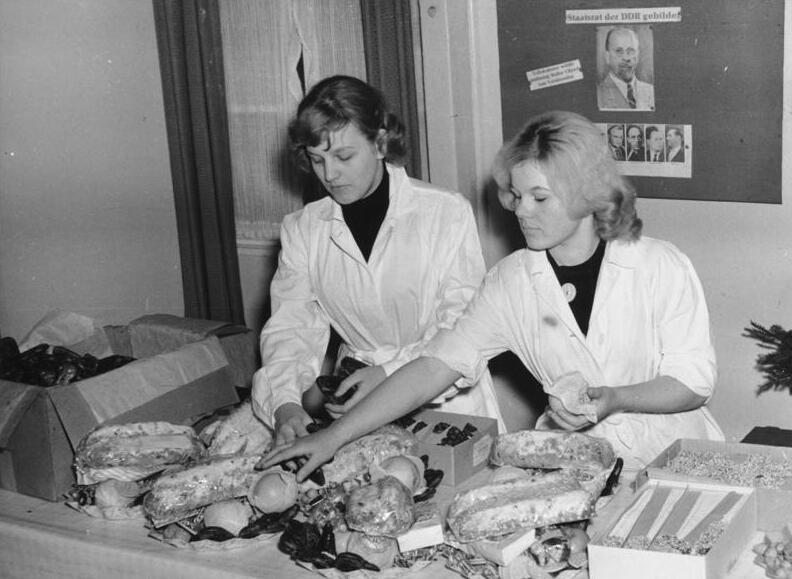
Aufnahmeheim in den 1960er Jahren

Nach den Verwüstungen infolge des Dreißigjährigen Krieges wurden 1652 17 Höfe und neun Kossätenstellen gezählt, doch waren hiervon 14 Höfe und vier Kossätenstellen wüst. Von 1679 bis 1690 gehörten Dorf und Rittergut dem General-Kriegskommissar Joachim Ernst von Grumbkow, dessen Wappen sich am südlichen Patronatslogen-Anbau der Dorfkirche befindet. 1711 wurde Blankenfelde als Vorwerk dem Amt Niederschönhausen unterstellt. Nach mehrmaligem Besitzerwechsel erwarb die Stadt Berlin 1882 das Gut zur Anlage von Rieselfeldern entsprechend den Plänen des Stadtbaurates James Hobrecht.
Bis zur Gründung von Groß-Berlin im Jahr 1920 bestanden die Landgemeinde und der Gutsbezirk Blankenfelde im Kreis Niederbarnim der preußischen Provinz Brandenburg. Im Jahr 1920 wurden die Landgemeinde mit 549 Einwohnern und der Gutsbezirk mit 360 Bewohnern nach Berlin eingemeindet und bilden seitdem den Ortsteil Blankenfelde im Bezirk Pankow.
Von 1943 bis 1945 befanden sich an der Straße nach Lübars zwei Lager für Zwangsarbeiter. Das Lager südlich der Straße war als Durchgangslager für die Rücksendung von Ostarbeitern eingerichtet worden, die arbeitsunfähig geworden waren. Es wurde auch als „Krankenlager für Ostarbeiter“ genutzt, ein Teil davon für die Unterbringung Schwangerer. Viele von ihnen starben unter schrecklichen Bedingungen; heute erinnert daran eine Gedenktafel.
Die DDR unterhielt in Blankenfelde von 1959 bis 1979 ihr zentrales „Aufnahmeheim für Zuwanderer und Rückkehrer“.

## Bevölkerung
| Jahr | Einwohner |
| ---- | --------- |
| 1858 | 410       |
| 1871 | 442       |
| 1880 | 513       |
| 1890 | 575       |
| 1900 | 854       |
| 1910 | 941       |
| 1919 | 909       |
| 1925 | 806       |
| 1939 | 2899      |

| Jahr | Einwohner |
| ---- | --------- |
| 1946 | 3448      |
| 1950 | 3415      |
| 1963 | 2371      |
| 1991 | 1450      |
| 1995 | 1654      |
| 2000 | 1819      |

| Jahr | Einwohner |
| ---- | --------- |
| 2007 | 1923      |
| 2010 | 1904      |
| 2015 | 2094      |
| 2020 | 2058      |
| 2021 | 2113      |
| 2022 | 2403      |
| 2023 | 2455      |
| 2024 | 2423      |

Quelle ab 2007: Statistischer Bericht A I 5. Einwohnerregisterstatistik Berlin. Bestand – Grunddaten. 31. Dezember. Amt für Statistik Berlin-Brandenburg (jeweilige Jahre)
Die Einwohnerzahlen bis 1919 umfassen die Landgemeinde und den Gutsbezirk Blankenfelde.

## Sehenswürdigkeiten
- Dorfkirche aus dem 14. Jahrhundert
- Botanischer Volkspark Blankenfelde-Pankow
- Stadtgut mit Herrenhaus von 1850
- Latènezeitliches Gräberfeld

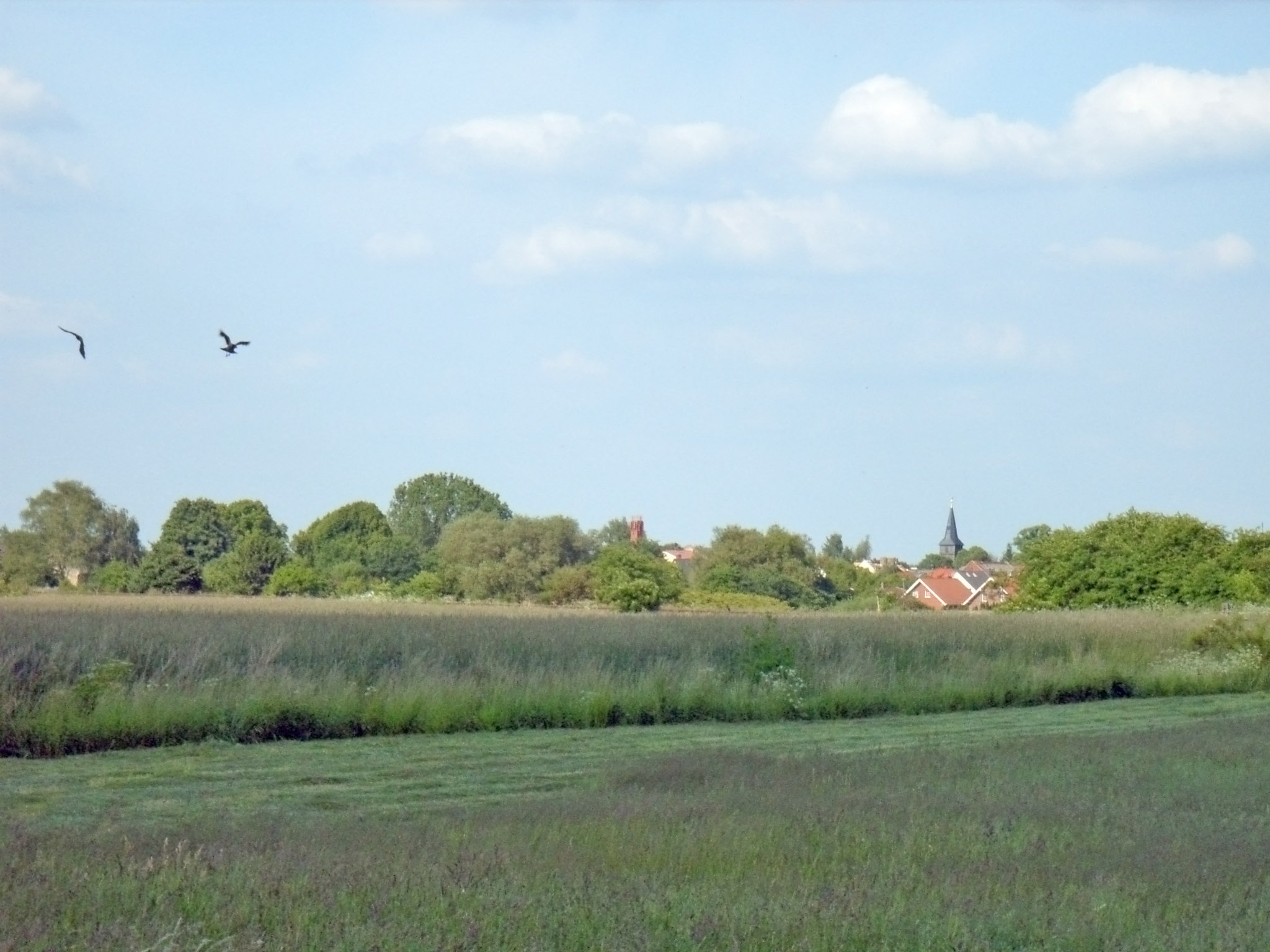
Blick auf Blankenfelde von Südwesten
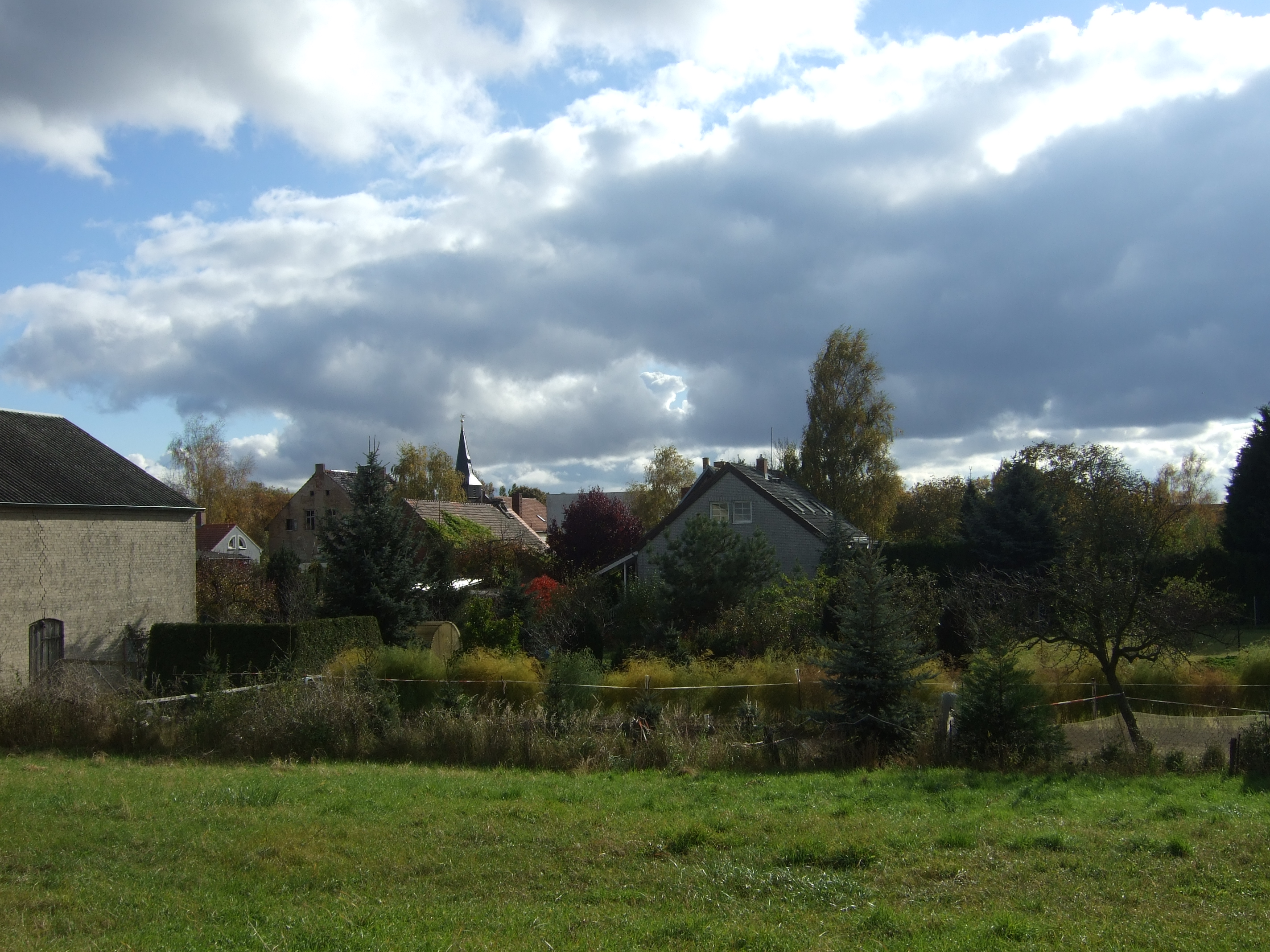
Blick auf Blankenfelde von Norden
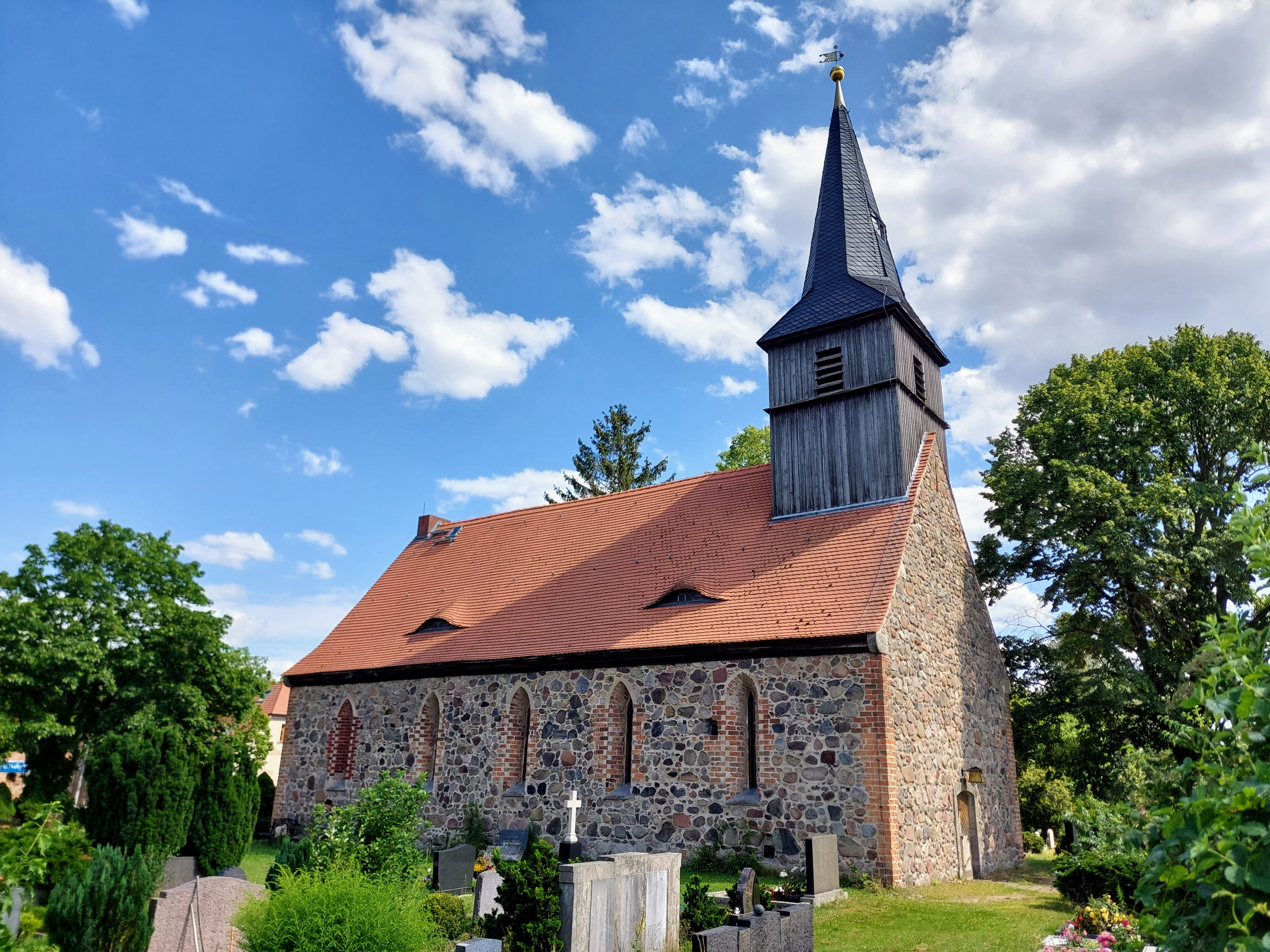
Evangelische Dorfkirche
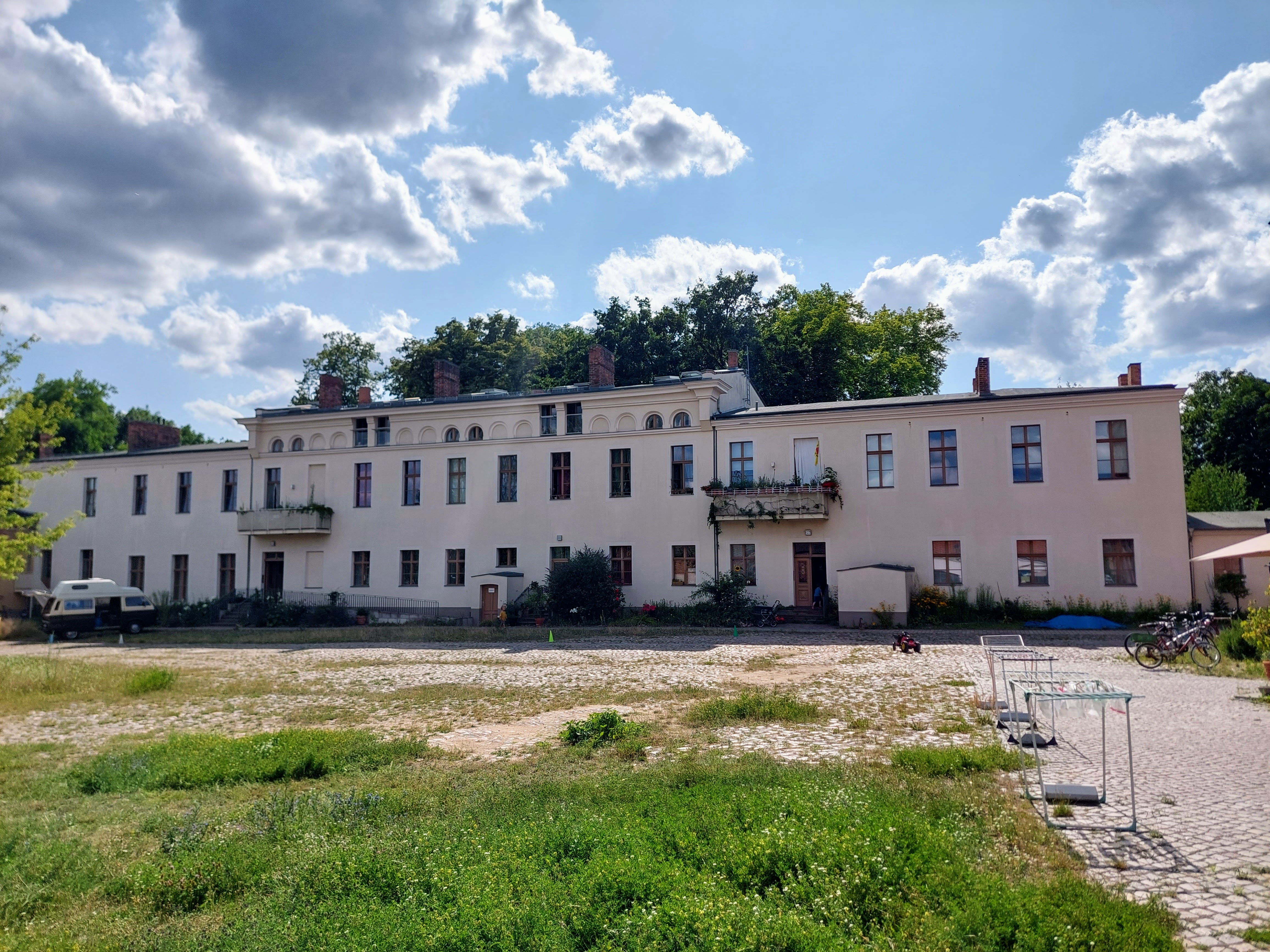
Herrenhaus des Stadtguts Blankenfelde
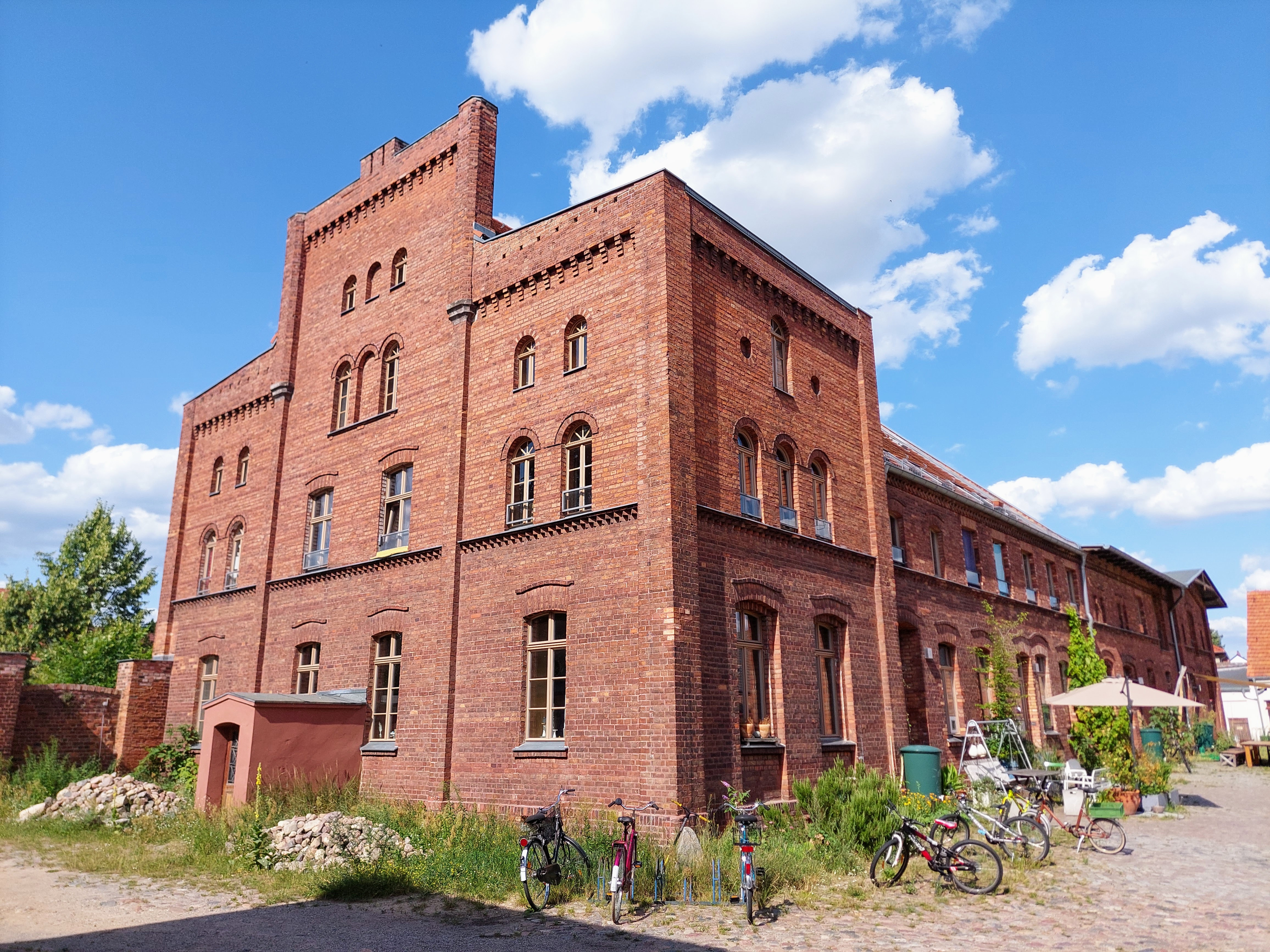
Kurhaus des Stadtguts
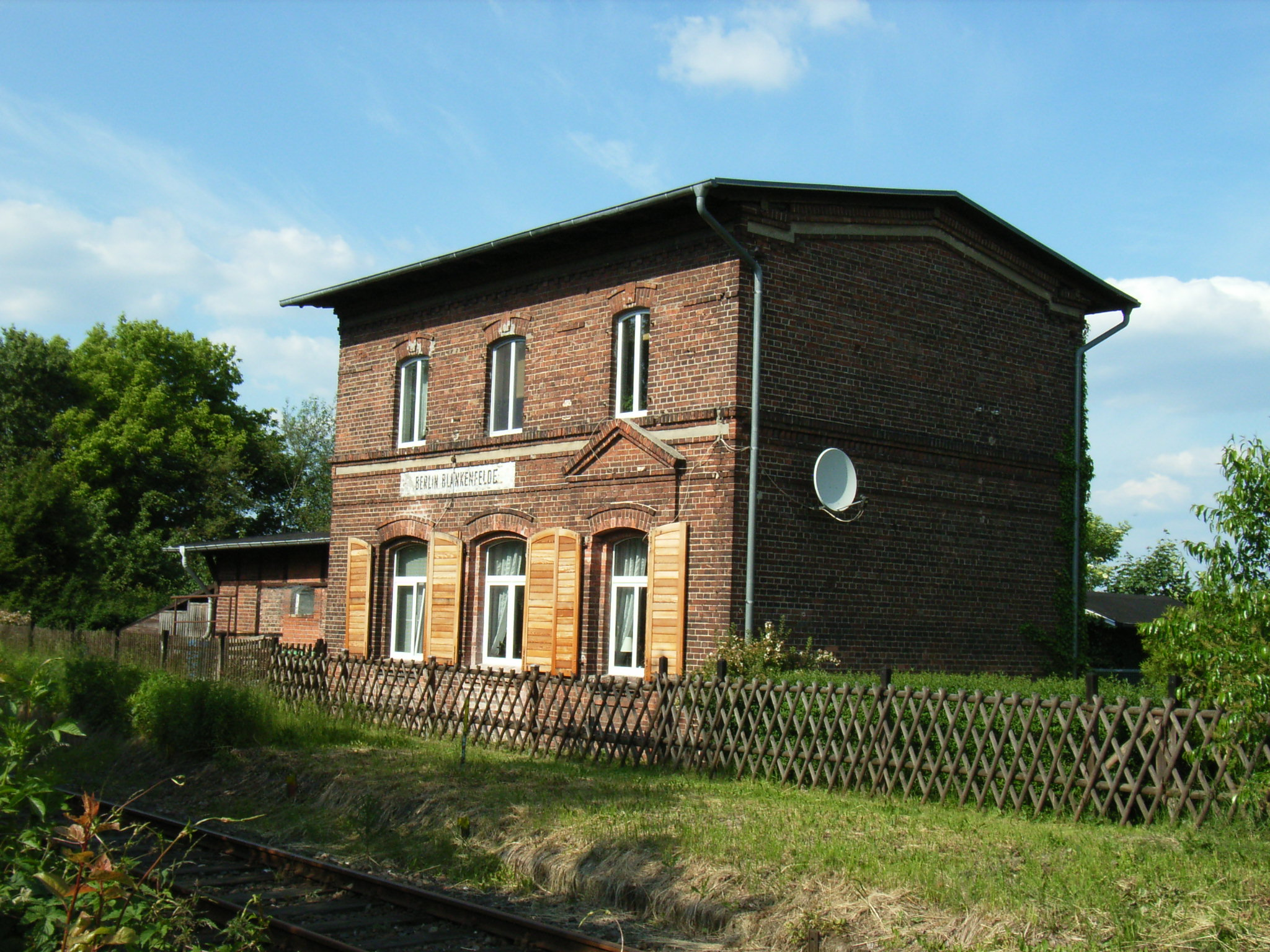
Ehemaliger Bahnhof der Heidekrautbahn
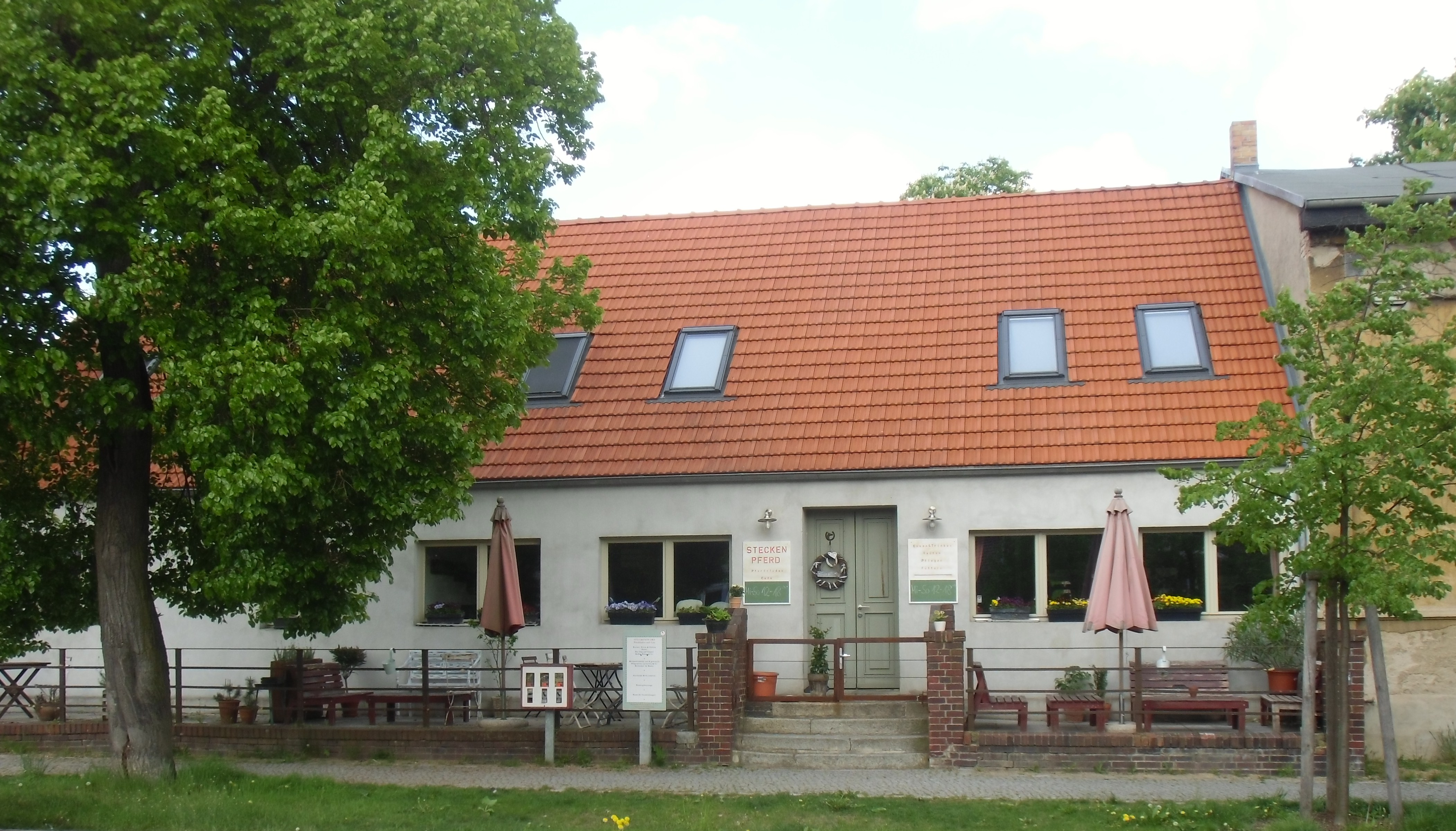
Ehemaliges Gesellschaftshaus Blankenfelde
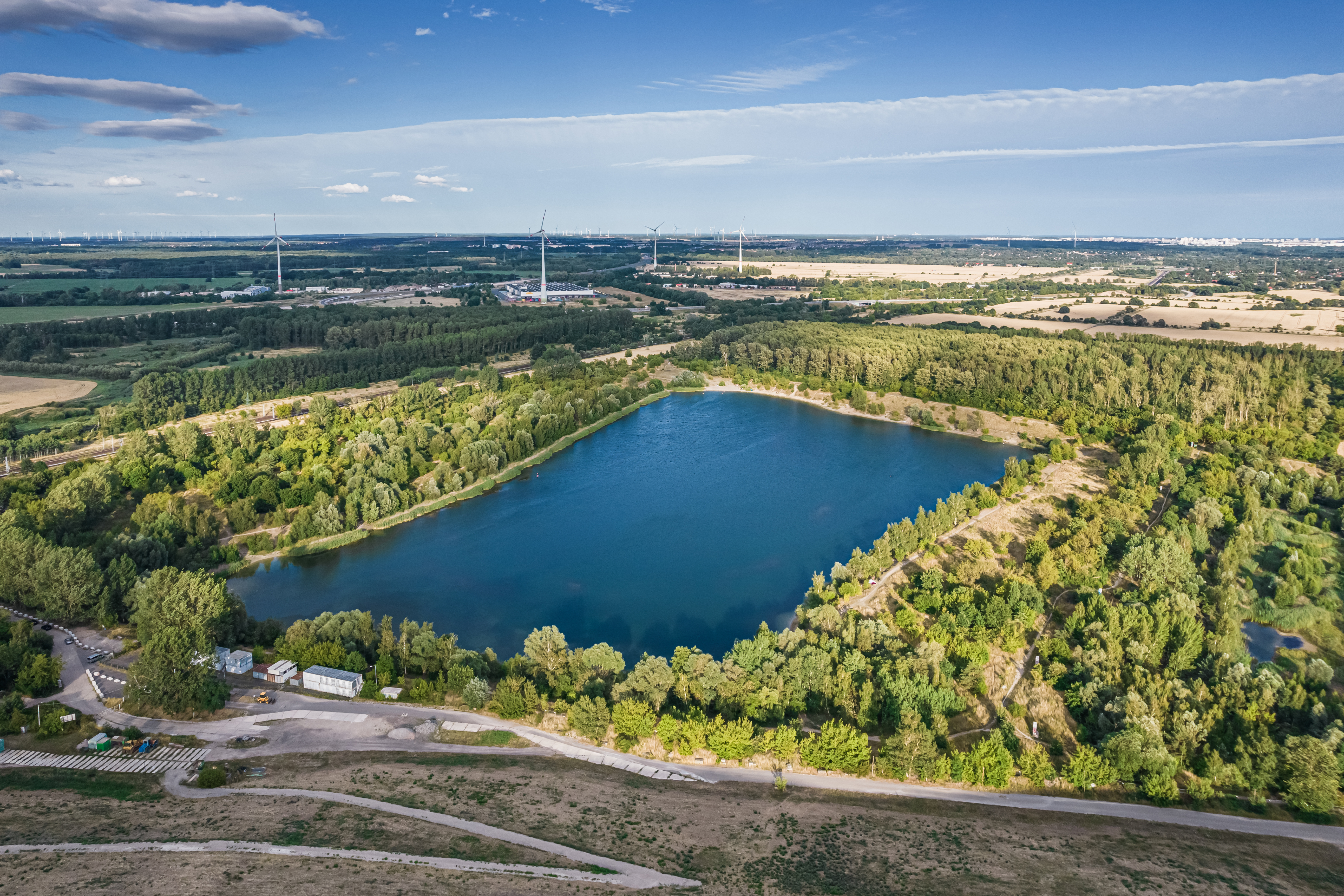
Landschaftsschutzgebiet Arkenberge

## Wirtschaft
Seit dem späten Mittelalter verlief ein Zweig der Fernhandelsstraße zwischen Berlin und Prenzlau durch Blankenfelde. Zwischen Rosenthal und Blankenfelde befanden sich seit der Gründerzeit bis zum Jahr 1985 Rieselfelder, auf die die Abwässer Berlins verbracht wurden. Im Ortsteil Arkenberge besteht seit Jahren eine Bauschuttdeponie, die zur höchsten Erhebung Berlins aufgeschüttet worden ist.
Im Südosten des Ortsteils liegt die Elisabeth-Aue, deren Bebauung mit 5000 neuen Wohnungen vorgesehen war. Vor allem aufgrund von Bürgerprotesten ist inzwischen von einem neuen Wohngebiet in diesem Maßstab Abstand genommen worden. Im Stadtentwicklungsplan Wohnen 2030 ist die Elisabeth-Aue als langfristiger Wohnungsneubaustandort weiterhin gelistet.

## Verkehr

### Öffentlicher Personennahverkehr
Die Buslinie 107 der BVG verbindet Blankenfelde mit dem Pastor-Niemöller-Platz in Niederschönhausen und dem dortigen Straßenbahnanschluss in das Zentrum Berlins. Im Süden des Ortsteils verkehrt die Buslinie 124, die Blankenfelde mit den Nachbarortsteilen Rosenthal und Französisch-Buchholz verbindet.
Ab 1901 hatte Blankenfelde einen Bahnanschluss mit Bahnhof an der sogenannten „Heidekrautbahn“. Mit dem Bau der Berliner Mauer 1961 wurde die bis dahin bestehende Verbindung zwischen Wilhelmsruh und Blankenfelde unterbrochen, der Ort war anschließend bis zur Stilllegung des Streckenabschnitts nach Basdorf 1983 südlicher Endpunkt der Bahn. Mit der vorgesehenen Reaktivierung der Heidekrautbahn soll ein neuer Haltepunkt in ähnlicher Lage errichtet werden.

### Individualverkehr
Die wichtigste Verkehrsachse ist der Straßenzug Schildower Straße–Blankenfelder Chaussee (Bundesstraße 96a), von der im alten Dorfkern mehrere Straßenzüge in die Nachbarortsteile Französisch-Buchholz, Lübars und Rosenthal abzweigen.
Durch den Nordosten des Ortsteils verläuft die Bundesautobahn 114. Die Anschlussstelle Schönerlinder Straße liegt zum Teil auf Blankenfelder Gebiet.